# 革命家
革命家（英語：Revolutionary）是指發起或參與革命的人，通常用於政治和社會領域，偶爾在科學、藝術領域使用。以方法論，與主張漸進、溫和的社會變革的改良主義者不同。這個詞通常具有積極含義，但也可能被保守派和反對派負評為恐怖分子，而其相對的負面詞則是反革命或反動。

## 理論和意識型態
社会学家詹姆斯·邱宁·戴维斯认为，政治革命家的分类有两种方式：
1. 根据他们提出的革命目标。通常，这些目标是某个意识形态的一部分。从理论上讲，每种思想都可能产生他们自己的革命者。在现实中，大多数政治革命家都是激進主義者、進步主義者、社會主義者、資本主義者、共產主義者、個人主義者、自由主義者、集體主義者、國際主義者或無政府主義者之中的多个或一个。
2. 根据他们提出的革命方法。分为两类：主张暴力革命者，和主张和平革命者。

無政府主義者謝爾蓋·涅恰耶夫（Sergey Nechayev）在《革命者教義問答》中指出：“革命者是被逼走上絕路的、無私利、無生意、無感受，無人脈，無財產，甚至沒有專屬名稱。全部生命被唯一的目標、唯一的思想和唯一的激情所吞沒，就是革命。他全心全意、言行合一，斬斷與社會秩序乃至文明世界的一切連結，以及世上法律、教餋、習俗和道德的價值關聯。他不會寛容以上的敵人，並以摧毀它們為終身使命。 ”.
切·格瓦拉認為「真正的革命者是由大愛直覺引導，若無此特質，則不可能如真正的革命者思考。
馬克思主義文庫定義革命者「放大技術進步造成的社會差異和衝突，挑動歧異並強力匯集社會內部的矛盾，透過其所代表的階級崛起推翻政府。在摧毀舊秩序後，革命者幫助建立新政府，堅持由先進生產力創造的新興社會關係。

## 歷史上的革命家

### 亚洲
- 孫文
- 梁启超
- 黃興
- 宋教仁
- 朱執信
- 蔡锷
- 陸皓東
- 林覺民
- 陳其美
- 鲁迅
- 蔡元培
- 張靜江
- 汪兆銘
- 廖仲愷
- 胡漢民
- 蔣中正
- 戴傳賢
- 張群
- 秋瑾
- 鄭士良
- 溫生才
- 杜心五
- 陶成章
- 喻培倫
- 蔣翊武
- 羅福星
- 章太炎
- 陳獨秀
- 李大釗
- 毛泽东
- 周恩來
- 朱德
- 邓小平
- 林彪
- 蔣渭水
- 陳智雄
- 史明
- 金九
- 安昌浩
- 安重根
- 尹奉吉
- 李奉昌
- 趙明河
- 金日成
- 潘佩珠
- 阮太學
- 胡志明
- 武元甲
- 達木丁·蘇赫巴托爾
- 喬巴山
- 翁山
- 吳努
- 奈溫
- 翁山蘇姬
- 波布
- 蘇發努·馮
- 比里·帕儂榮
- 黎剎
- 安德烈·滂尼發秀
- 埃米利奧·阿奎納多
- 小貝尼格諾·阿基諾
- 艾奎諾夫人
- 曼努埃爾·奎松
- 梅秋拉·阿基諾（英语：Melchora Aquino）
- 馬斯洛·畢拉爾（英语：Marcelo H. del Pilar）
- 溫森地·李姆（英语：Vicente Lim）
- 何塞·阿巴德·桑托斯（英语：José Abad Santos）
- 約瑟法·蘭妮絲·艾斯科達（英语：Josefa Llanes Escoda）
- 東姑阿都拉曼
- 蘇卡諾
- 穆罕默德·哈達
- 沙納納·古斯芒
- 桑加蘇倫·卓力格
- 聖雄甘地
- 尼赫魯
- 蘇巴斯·錢德拉·鮑斯
- 蘇庫德夫·塔帕
- 巴格特·辛格
- 阿姆倍伽爾
- 詹西王后
- 錢德拉·謝卡爾·阿扎德
- 斯瑞·奧羅賓多
- 真納
- 伊克巴爾
- 謝赫·穆吉布·拉赫曼
- 斯蒂芬·森纳那亚克
- 韋盧皮萊·普拉巴卡蘭
- 賈奈爾·辛格·賓德蘭瓦勒
- 哈菲茲·阿薩德
- 霍梅尼
- 侯赛因·本·阿里·本·阿比·塔利卜
- 阿布·穆斯林
- 伽色尼的馬哈茂德
- 艾哈邁德沙·杜蘭尼
- 穆罕默德·查希爾沙
- 馬蘇德
- 阿拉法特
- 西奧多·赫茨爾
- 戴维·本-古里安
- 坂本龍馬
- 中岡慎太郎
- 西鄉隆盛
- 大久保利通
- 木戶孝允
- 宮崎寅藏
- 山田良政
- 沙納納·古斯芒
- 若澤·拉莫斯·奧爾塔
- 陶爾·馬坦·魯阿克
- 馬里·阿爾卡蒂里
- 印尼國家英雄
- 帕提穆拉
- 伊瑪目·朋佐爾
- 朱亞典
- 加查·馬達
- 伊·古斯蒂·伍拉·賴
- 蘇迪曼
- 德庫·尤馬（英语：Teuku Umar）
- 拉頓·卡蒂妮（英语：Kartini）
- 彭加潤·安塔沙瑞（英语：Prince Antasari）

### 欧洲
- 卡爾·馬克思
- 弗里德里希·恩格斯
- 弗拉基米尔·伊里奇·列宁
- 列夫·达维多维奇·托洛茨基
- 史達林
- 格奧爾基·康斯坦丁諾維奇·朱可夫
- 格里戈里·季诺维也夫
- 列夫·鲍里索维奇·加米涅夫
- 威廉·李卜克内西
- 安東尼奧·葛蘭西
- 罗莎·卢森堡
- 恩斯特·台尔曼
- 马克西米连·罗伯斯庇尔
- 但敦
- 安東萬·路易·德·聖茹斯特
- 卡米爾·德穆蘭
- 夏綠蒂·科黛
- 拉法耶特侯爵
- 拿破崙
- 克洛德·約瑟夫·魯日·德·李爾
- 馬志尼
- 加里波底
- 詹姆斯·康诺利
- 迈克尔·柯林斯
- 阿米尼烏斯
- 威廉·华莱士
- 奥利弗·克伦威尔
- 拜伦勋爵
- 沉默者威廉
- 阿方索一世 (葡萄牙)
- 凱末爾
- 伊斯麥特·伊諾努
- 希特勒
- 墨索里尼
- 約瑟夫·畢蘇斯基
- 揚·胡斯
- 狄托
- 恩維爾·霍查
- 穆罕默德·謝胡
- 馬丁·路德
- 讓·喀爾文
- 約翰·諾克斯
- 易卜拉欣·魯戈瓦
- 让-保尔·马拉
- 瓦特·泰勒
- 維欽托利
- 斯巴達克斯
- 斯坎德培
- 瓦西尔·列夫斯基
- 托馬斯·馬薩里克
- 瓦茨拉夫·哈维尔
- 亞歷山大·杜布切克
- 萊赫·華勒沙
- 埃蒙·德·瓦莱拉
- 漢斯·索爾
- 蘇菲·索爾
- 米哈伊尔·亚历山德罗维奇·巴枯宁
- 彼得·阿列克谢耶维奇·克鲁泡特金
- 派屈克·皮爾斯
- 內斯托爾·馬赫諾
- 納吉·伊姆雷
- 戈采·代爾切夫
- 盖伊·福克斯
- 格奥尔基·叶夫根耶维奇·李沃夫
- 法蘭茲·法農
- 埃萊夫塞里奧斯·韋尼澤洛斯
- 斯坎德培
- 伊斯梅爾·捷馬利
- 佩幾細洛斯·奇力安達（英语：Paisius of Hilendar）
- 罗穆尔德·特劳古特（英语：Romuald Traugutt）
- 艾米利亚·普莱特
- 艾潤姆·安庫（英语：Avram Iancu）
- 愛奧尼斯·卡波季斯第亞斯
- 亞歷山德羅斯·馬夫羅科扎托斯
- 乔治斯·卡赖斯卡基斯（英语：Georgios Karaiskakis）
- 里加斯·費雷奧斯
- 西奧多斯·柯羅科創尼斯（英语：Theodoros Kolokotronis）
- 拉斯卡莉娜·波波莉娜（英语：Laskarina Bouboulina）
- 瑪佛羅·吉娜絲（英语：Manto Mavrogenous）
- 馬科斯·波察理斯（英语：Markos Botsaris）

### 美洲
- 乔治·华盛顿
- 約翰·亞當斯
- 湯瑪斯·傑佛遜
- 班傑明·富蘭克林
- 亞歷山大·漢密爾頓
- 湯瑪斯·潘恩
- 山繆·亞當斯
- 約翰·漢考克
- 派屈克·亨利
- 丹尼爾·謝司
- 拉丁美洲解放者（英语：Libertadores）
- 杜桑·盧維杜爾
- 西蒙·玻利瓦
- 何塞·德·聖馬丁
- 曼努埃爾·貝爾格拉諾
- 米格尔·伊达尔戈
- 何塞·瑪麗亞·莫雷洛斯[6]
- 阿古斯汀一世
- 比森特·格雷羅
- 弗朗西斯科·馬德羅
- 貝努斯蒂亞諾·卡蘭薩
- 薩帕塔
- 龐丘·維拉
- 貝爾納多·奧希金斯
- 佩德羅一世
- 胡安·巴勃羅·杜瓦特
- 杜桑·盧維杜爾
- 亞歷山大·佩蒂翁
- 圖帕克·阿馬魯
- 何塞·加夫列爾·孔多爾坎基
- 依格納西奧·阿連德（英语：Ignacio Allende）
- 佩德羅·莫瑞諾（英语：Pedro Moreno）
- 衣格拉西奧·扎拉哥沙（英语：Ignacio Zaragoza）
- 多明古斯（英语：Josefa Ortiz de Domínguez）
- 馬丁·賈維爾·密納（英语：Martín Javier Mina y Larrea）
- 法蘭西斯科·卜瑞莫·德·魏達德（英语：Francisco Primo de Verdad y Ramos）
- 馬里亞諾·馬塔莫洛斯（英语：Mariano Matamoros）
- 麗歐娜·維卡利歐（英语：Leona Vicario）
- 卡爾曼·塞爾敦（英语：Carmen Serdán）
- 費羅曼諾·馬塔（西班牙语：Filomeno Mata）
- 路易斯·卡布雷拉（西班牙语：Luis Cabrera Lobato）
- 胡亞雷斯
- 埃洛伊·阿爾法羅
- 安東尼奧·何塞·蘇克雷
- 何塞·米格爾·科雷拉（英语：José Miguel Carrera）
- 何塞·赫瓦西奧·阿蒂加斯
- 弗朗西斯科·莫拉桑
- 胡安·巴勃羅·杜瓦特
- 弗朗西斯科·羅薩里奧·桑切斯
- 馬蒂亞斯·雷蒙·梅亞
- 格雷戈里奧·盧柏龍
- 馬克西莫·戈麥斯
- 約亞金·約瑟·達·西爾瓦·薛維爾（英语：Tiradentes）
- 曼紐爾·柔德古茲（英语：Manuel Rodríguez Erdoíza）
- 威廉·布朗（英语：William Brown (admiral)）
- 佩德羅·坎密爵（英语：Pedro Camejo）
- 弗朗西斯科·德·米蘭達
- 奧古斯托·塞薩爾·桑地諾
- 加曼·波馬瑞斯·峨登尼斯（西班牙语：Germán Pomares）
- 維克妥瑞·洛倫佐（英语：Victoriano Lorenzo）
- 何塞·馬蒂亞斯·德爾加多（英语：José Matías Delgado）
- 馬里亞諾·里維拉·帕斯（英语：Mariano Rivera Paz）
- 馬科斯·加維
- 保羅·波吉爾（英语：Paul Bogle）
- 諾曼·曼利（英语：Norman Manley）
- 喬治·威廉·高登（英语：George William Gordon）
- 卡洛斯·曼努埃尔·德·塞斯佩德斯
- 何塞·馬蒂
- 切·格瓦拉
- 卡米洛·西恩富戈斯
- 菲德尔·卡斯特罗
- 勞爾·卡斯特罗
- 弗蘭克·派斯
- 烏戈·查維茲
- 埃沃·莫拉萊斯
- 卡洛斯·豐塞卡
- 丹尼爾·奧蒂嘉
- 副司令馬科斯
- 勞爾·雷耶斯
- 阿維馬埃爾·古斯曼
- 约翰·布朗
- 約翰·里德
- 萨尔瓦多·阿连德
- W·E·B·杜波依斯
- 麥爾坎·X
- 羅伯特·威廉·威爾考克斯
- 奧斯卡·羅梅羅
- 奈特·杜納
- 讓-貝特朗·阿里斯蒂德
- 豪爾·牛頓
- 哈莉特·塔布曼
- 艾瑪·高德曼
- 弗雷德里克·道格拉斯
- 艾茵·蘭德
- 伊娃·裴隆

### 非洲
- 艾哈邁德·本·貝拉[7]
- 薩德·扎格盧勒
- 穆罕默德·納吉布
- 納賽爾
- 恩克魯瑪
- 喬莫·肯雅塔
- 艾哈邁德·塞古·杜爾
- 哈比卜·布爾吉巴
- 門格斯圖
- 馬里安·恩古瓦比
- 托馬斯·桑卡拉
- 帕特里斯·盧蒙巴
- 格達費[8]
- 尼雷爾
- 納爾遜·曼德拉
- 德斯蒙德·图图
- 史蒂夫·比科
- 肯尼思·卡翁達
- 阿戈什蒂紐·內圖
- 穆罕默德·阿卜杜拉·哈桑
- 薩姆·努喬馬
- 瓦利·穆斯塔法·賽義德（英语：El-Ouali Mustapha Sayed）
- 阿米爾卡·卡布拉爾[9]
- 多明哥斯·拉莫斯（Domingos Ramos）
- 愛達杜·孟德蘭[10]
- 薩莫拉·馬謝爾
- 海斯廷斯·卡穆祖·班達
- 約翰·吉萊布維（英语：John Chilembwe）
- 戈瑪尼二世（英语：Gomani II）
- 賈梅士·費里德里克·桑賈拉（英语：James Frederick Sangala）
- 羅斯·吉班玻（英语：Rose Chibambo）
- 拜·布拉葉（英语：Bai Bureh）
- 約瑟夫·辛奎（英语：Joseph Cinqué）
- 約瑟夫·賽義杜·莫莫（英语：Joseph Saidu Momoh）
- I. T. A. 沃倫斯·強生（英语：I. T. A. Wallace-Johnson）